# Batalla de Los Ángeles (1880)
La Batalla de Los Ángeles fue una acción militar entre fuerzas chilenas y peruanas, ocurrida el 22 de marzo de 1880, durante la campaña de Tacna y Arica en la Guerra del Pacífico. El Ejército de Chile, al mando del general Manuel Baquedano, derrotó a las tropas peruanas dirigidas por el coronel Andrés Gamarra, que defendían el cerro Los Ángeles, al norte de Moquegua.
La victoria chilena aseguró el control del sur del Perú y facilitó el avance hacia Tacna. 

## Antecedentes
Una vez finalizada la campaña en Tarapacá con el aseguramiento del departamento del mismo nombre, el ejército chileno detuvo sus operaciones por algunas semanas, para finalmente reanudarlas a fines de diciembre de 1879. Santiago se decantó por una tarea de limpieza de las guarniciones costeras peruanas, y acorde a ese plan, se envió de una expedición de 500 soldados bajo el coronel Arístides Martínez con rumbo a Ilo y Pacocha con el fin de hostilizar a las fuerzas peruanas y realizar un reconocimiento de la zona. Una vez cumplido su objetivo, Martínez regresó a Pisagua el 2 de enero. Posteriormente, entre el 18 y 25 de febrero, se embarcaron en Pisagua 9.500 soldados agrupados en 3 divisiones, quedando una cuarta en espera del retorno de los transportes. El convoy llegó a Ilo el 26 de ese mes, desembarcando en dos días la totalidad de sus efectivos sin resistencia enemiga.
Entre tanto, el ejército peruano, que mantenía el control del territorio con el I Ejército del Sur mejoraba las defensas de Arica, que había sido convertida en un puerto fortificado por orden del Presidente Prado en abril de 1879, y coordinaba además la defensa de Tacna con las fuerzas aliadas que regresaban desde Tarapacá y otras provenientes de La Paz. El contingente se completaba con el II Ejército del Sur -de 4.000 hombres- acuartelado en Arequipa al mando del coronel Segundo Leiva. En medio de estos preparativos, el 23 de diciembre de 1879, Nicolás de Piérola dio un golpe de Estado derrotando a las tropas de González de la Cotera leales al Presidente Prado. Después de asegurarse en el poder, cambió los mandos militares por sus propios coroneles pierolistas, quienes eran civiles y no tenían mayor experiencia militar. Asimismo, Hilarion Daza fue depuesto en Bolivia y nombrado en su lugar Narciso Campero[cita requerida].
Después de tomar conocimiento de la presencia chilena en Ilo, Piérola optó por no enviar a Leiva; en su lugar, envió al coronel Andrés Gamarra -afín político-, para tomar las fuerzas del Sur. Al llegar a Moquegua, Gamarra reunió bajo su mando los batallones recién formados en la zona más los creados en Cuzco y Puno, alcanzando una fuerza de alrededor de 1.500 a 2.000 hombres.
Habiendo finalizado el traslado de sus tropas exitosamente, el mando chileno decidió enviar una expedición a Mollendo al mando del coronel Orozimbo Barbosa. Dicha expedición destruyó la línea de ferrocarril en Mejía y retornó a Mollendo para embarcarse el 11 de marzo. Antes de retirarse, soldados del 3º de Línea saquearon e incendiaron el puerto y sus instalaciones.
El 12 de marzo, una división chilena de 4.366 hombres al mando del general de brigada Manuel Baquedano salió de Ilo con rumbo hacia Moquegua, ocupándolo sin resistencia una vez llegado al lugar, puesto que Gamarra ya se había retirado al enclave natural de Los Ángeles.

## Campo de batalla
El cerro de Los Ángeles, situado a unos 20 kilómetros al noreste de Moquegua, es un contrafuerte de la meseta, tratándose de una posición fuerte que domina dos quebradas profundas permitiendo hacer frente así a los embates de la caballería y la artillería.

## Preparativos

### Plan peruano
El 17 de marzo Gamarra se retiró hacia al Alto de Los Ángeles con las fuerzas que formaban la I División del II Ejército del Sur.
Gamarra decidió ocupar las alturas del cerro de Los Ángeles, para obtener así una mejor posición para la batalla puesto que no contaba con caballería ni artillería, además de tener escasas municiones. Tres días más tarde envió al batallón Grau a Los Ángeles y el Granaderos a Quilin-Quilin, el cual dominaba Sancara, Yunguyo y Calera. También envió la mitad de la infantería al mando de Julio Ascana a ocupar el cerro grande de Quilin-Quilin. El 21, el Coronel Chocano junto a los moqueguanos de su batallón pidieron no ser relevados y defender esta posición.

### Plan chileno
El mando chileno ideó un ataque de frente y por los costados. Por el frente iniciaría el ataque Baquedano con un batallón del Regimiento 2º de Línea, más un batallón del Regimiento "Santiago" 5º de Línea y parte de la artillería. Mientras, el coronel Mauricio Muñoz con el resto del 2º de Línea y del "Santiago", junto a 300 cazadores y una batería de artillería debería deslizarse sin ser visto por el lecho del río, y ascender la ladera Tumilaca y atacar el sector de El Púlpito. Al teniente coronel Juan Martínez se le ordenó ascender por la ladera Guaneros con su Regimiento Atacama, la que se hallaba desprotegida por ser considerada muy difícil de tomar por sus defensores.

### Fuerzas enfrentadas
| Ejército de Chile | Ejército del Perú |
| Comandante en Jefe: general Manuel Baquedano Infantería - Regimiento 2.º de Línea - Regimiento Santiago - Batallón Atacama - Batallón Bulnes Caballería - Regimiento de Cazadores a Caballo - Regimiento de Granaderos a Caballo Artillería - 2 Baterías de Artillería de Montaña - 1 Baterías de Artillería de Campaña | Comandante en Jefe: coronel Andrés Gamarra Infantería - Batallón Granaderos del Cuzco - Batallón Vengadores de Grau - Batallón Canas - Batallón Canchis - Columna de Celadores a Pie Caballería - Columna de Gendarmes Montados de Moquegua |

## Batalla
En la tarde del 21 de marzo, Gamarra capturó a 4 soldados y un oficial chileno los cuales envía a Torata.
Por la noche, las columnas chilenas se pusieron en marcha. Cuando el Atacama avanzaba por el camino de Guaneros, se encontró con un grupo de 20 soldados enviados por Gamarra y dirigidos por el Coronel Chocano para atacar los caballos que pastaban cerca del lugar. Suponiendo que había sido descubierto, Martínez suspendió el avance y mandó pedir instrucciones a Baquedano; quien le ordenó continuar según lo planeado. A la una de la mañana del 22 de marzo Gamarra se enteró de que los chilenos se dirigen hacia Samegua y ordenó que la 6.ª compañía al mando de don Nicolás Roncal baje del Quilin-Quilin para enfrentar ese avance. El lugar de Roncal fue ocupado por la 1.ª de Canchis de José M. Vizcarra.
El avance de Muñoz fue divisado por la 6.ª compañía del Granaderos de Cuzco, rompiéndose los fuegos a las 4:30 de la mañana en Holleros al caer los chilenos sobre la derecha peruana. Gamarra ordenó avanzar a Vizcarra al amanecer hacia El Púlpito, causando importantes bajas a los atacantes. Las fuerzas chilenas dispusieron 6 cañones y 3 ametralladoras para cañonear la posición peruana. La infantería chilena atacó el ala derecha con 800 hombres y la izquierda con el resto de la infantería y 600 jinetes.
Minutos después, la columna de Baquedano comenzó a bombardear con artillería ese flanco, aunque sin causar mayores daños. El ataque de infantería lanzado por este cuerpo tampoco progresó, debido a la defensa peruana mejor posicionada.
Gamarra reforzó la posición en El Púlpito trayendo municiones y al batallón Granaderos desde el Arrastrado, para hacer frente al asalto con infantería y artillería en el cerro Los Ángeles. El combate se mantuvo en estos términos por más de una hora, con la defensa peruana causando más bajas, disparando desde la altura a los atacantes encerrados en el estrecho paso. La situación chilena mejoró en cierta medida con el emplazamiento de un cañón al mando del Teniente Eduardo Sanfuentes, que comenzó a disparar sobre los peruanos desde unos 600 metros.

### Desenlace
Mientras del Canto atacaba el sector de Quilin-Quilin, el Atacama había conseguido escalar la ladera desprotegida de Guaneros sin ser advertido, y luego de agrupar sus 595 soldados, cayó a la bayoneta sobre el batallón Grau, que se dispersó y retiró del cerro en desorden. Gamarra se enteró de ello mientras iba hacia El Púlpito a reforzar la posición, y viéndose atacado por Estanislao del Canto en Los Ángeles y por Martínez en el cerro Estupiña, decidió replegar sus fuerzas hacia Yacango desocupando el Canchis, Canas y Granaderos la zona del Arrastrado. Cerca al cerro Baúl, Gamarra envió al mayor Andrés A. Pujazón hacia Tumilaca para proteger la retirada de las demás compañías. La retirada del Canchis tomo diversos caminos. Los Gendarmes se reunieron con Gamarra.
Gamarra llegó a Yacango donde lo accidentado del terreno no permitió continuar el avance de Baquedano, continuando hacia Torata y luego a Ilubaya. Aquí Gamarra decidió esperar a las fuerzas chilenas para enfrentarlas nuevamente. Puesto que en la zona se encontraban familias de Torata, Yacango y otros poblados, decide no entablar enfrentamiento sino acampar y dirigirse a Chiligua y luego hacia Carumas.

## Resultados
La victoria de Baquedano permitió la ocupación del departamento de Moquegua, cortar las comunicaciones de Tacna y Arica con Arequipa y el resto de Perú, y el afianzamiento de una base de operaciones para iniciar la próxima campaña en Tacna. Las bajas chilenas en combate, según partes oficiales, ascendieron a 9 muertos y 41 heridos, aunque publicaciones chilenas posteriores las estiman en un total de 100 entre muertos y heridos. Respecto a las bajas peruanas han sido calculadas en 30 muertos y 70 heridos a las que hay que agregar 45 prisioneros.
Unos días después de la batalla, el comandante en jefe del Ejército de Operaciones del Norte Erasmo Escala renunció a su puesto debido a diferencias irreconciliables con el ministro Rafael Sotomayor. Este designó en su reemplazo a Baquedano como comandante en jefe, quien guio a sus tropas en las victorias de Tacna, Chorrillos y Miraflores; entrando en la capìtal peruana a principios de 1881.